# Fidèle Nimbi
Fidèle Nimbi est un joueur de dames d'origine congolaise, né en 1943 et vivant en France.
Il a été champion de France seniors par deux fois, à 19 années d'écart, seulement précédé par Raoul Delhom (22 années) et Abel Verse (21 années).

## Palmarès
- Champion de France National (seniors) en 1976 (à Narbonne);
- Champion de France National (seniors) en 1995 (à Troyes);
- Vice-champion de France seniors en 1981, 1984 et 1985;
- Participation aux championnats du monde en 1976, 1978 et 1996;
- Participation aux championnats d'Europe en 1965.
- Troisième aux Championnats d’Europe par équipes en 2021 avec Arnaud Cordier et Kevin Machtelinck[1].